# Amt Hervest-Dorsten
Das Amt Hervest-Dorsten war bis 1974 ein Amt im Kreis Recklinghausen in Nordrhein-Westfalen.

## Geschichte
Im Rahmen der Einführung der Landgemeindeordnung für die Provinz Westfalen wurden 1843 im Kreis Recklinghausen auf dem ehemaligen Gebiet der Herrlichkeit Lembeck die beiden Ämter Altschermbeck und Lembeck gegründet. Zum Amt Altschermbeck gehörten die vier Gemeinden Altschermbeck, Erle, Holsterhausen sowie Rhade und zum Amt Lembeck die drei Gemeinden Hervest, Lembeck sowie Wulfen. Die Ämter Altschermbeck und Lembeck wurden 1929 zum Amt Hervest-Dorsten mit Sitz in Wulfen zusammengeschlossen.
Die bis dahin amtsfreie Stadt Dorsten trat 1937 dem Amt Hervest-Dorsten bei, und der Amtssitz wurde 1938 nach Hervest verlegt. Die Gemeinden Hervest und Holsterhausen wurden 1943 in die Stadt Dorsten eingemeindet. Das Amt Hervest-Dorsten bestand seitdem aus der Stadt Dorsten und den fünf Gemeinden Altschermbeck, Erle, Lembeck, Rhade und Wulfen.
Durch das Ruhrgebiet-Gesetz wurde das Amt Hervest-Dorsten zum 1. Januar 1975 aufgelöst:
- Altschermbeck wurde bis auf die Bauerschaft Emmelkamp, die zur Stadt Dorsten kam, Teil der Gemeinde Schermbeck im Kreis Wesel.[4]
- Erle wurde Teil der Gemeinde Raesfeld im Kreis Borken.
- Lembeck wurde bis auf einen Gebietsteil, der zur Gemeinde Reken im Kreis Borken kam, Teil der Stadt Dorsten.
- Rhade wurde Teil der Stadt Dorsten.
- Wulfen wurde Teil der Stadt Dorsten.

Rechtsnachfolger des Amtes Hervest-Dorsten ist die Stadt Dorsten.

## Einwohnerentwicklung
| Jahr | Amt Altschermbeck | Amt Lembeck | Quelle |
| ---- | ----------------- | ----------- | ------ |
| 1858 | 2.503             | 3.668       | [ 5 ]  |
| 1871 | 2.416             | 3.484       | [ 6 ]  |
| 1885 | 2.508             | 3.737       | [ 7 ]  |
| 1910 | 4.207             | 5.656       | [ 8 ]  |
| 1925 | 9.141             | 11.803      | [ 9 ]  |

| Jahr | Amt Hervest-Dorsten | Quelle |
| ---- | ------------------- | ------ |
| 1939 | 34.071              | [ 9 ]  |
| 1950 | 42.332              | [ 10 ] |
| 1974 | 66.648              | [ 10 ] |

## Wappen
| Wappen von Amt Hervest-Dorsten | Blasonierung: „Geteilt durch einen silbernen (weißen) Schrägwellenbalken, oben in Rot ein silbernes (weißes) Nesselblatt, unten in Schwarz ein aufrechter goldener (gelber) Schlüssel.“                                                                                            |
| Wappen von Amt Hervest-Dorsten | Wappenbegründung: Dem Amt Hervest-Dorsten wurde 1939 durch den Oberpräsidenten der Provinz Westfalen ein Wappen verliehen. Es ist abgeleitet von den Wappen der Stadt Dorsten (Schlüssel) und dem Wappen der Gemeinde Lembeck (Nesselblatt); der Wellenbalken steht für die Lippe. |